# Ruth B
Ruth Berhe, nota anche con lo pseudonimo di Ruth B. (Edmonton, 2 luglio 1995), è una cantautrice canadese.

## Biografia
Nata a Edmonton (Alberta), si è formata presso la Ross Sheppard High School e in seguito presso la MacEwan University.
Ha debuttato ufficialmente nel febbraio 2015 con il singolo Lost Boy, che ha avuto un ottimo successo in Canada, Stati Uniti, Regno Unito e non solo. Nel novembre dello stesso anno ha pubblicato l'EP The Intro, costituito da quattro tracce tra cui Lost Boy.
Precedentemente, nel luglio 2015, aveva firmato un contratto discografico con la Columbia Records.
Dopo aver registrato in studio con il produttore neozelandese Joel Little, già collaboratore di Lorde, realizza l'album di debutto Safe Haven, che viene pubblicato nel maggio 2017. Il disco è stato anticipato dal singolo Superficial Love, diffuso nel mese di febbraio del 2017.
Nel 2017 vince uno Juno Award nella categoria "Breakthrough Artist of the Year" (Artista rivelazione dell'anno). Nel 2018 pubblica il singolo Rare, a cui fa seguito Slow Fade nel 2019. Nel 2020 pubblica i singoli If I Have a Son e Dirty Nikes, a cui fa seguito Situation nell'aprile 2021. Il suo secondo album Moments in Between verrà pubblicato nel giugno 2021.

## Discografia

### Album in studio
- 2017 - Safe Haven
- 2020 - Moments in Between

### EP
- 2015 - The Intro

### Singoli
- 2015 - Lost Boy
- 2017 - Superficial Love
- 2018 - Rare
- 2019 - Slow Fade
- 2020 - If I Have a Son
- 2020 - Dirty Nikes
- 2021 - Situation